# Louis Néel
Louis Eugène Félix Néel (Lione, 22 novembre 1904 – Brive-la-Gaillarde, 17 novembre 2000) è stato un fisico francese, vincitore, insieme a Hannes Alfvén, del premio Nobel per la fisica nel 1970, per «il lavoro e le scoperte fondamentali nel campo del ferromagnetismo e dell'antiferromagnetismo, che hanno condotto a importanti applicazioni nella fisica dello stato solido».